# Jökulsárlón

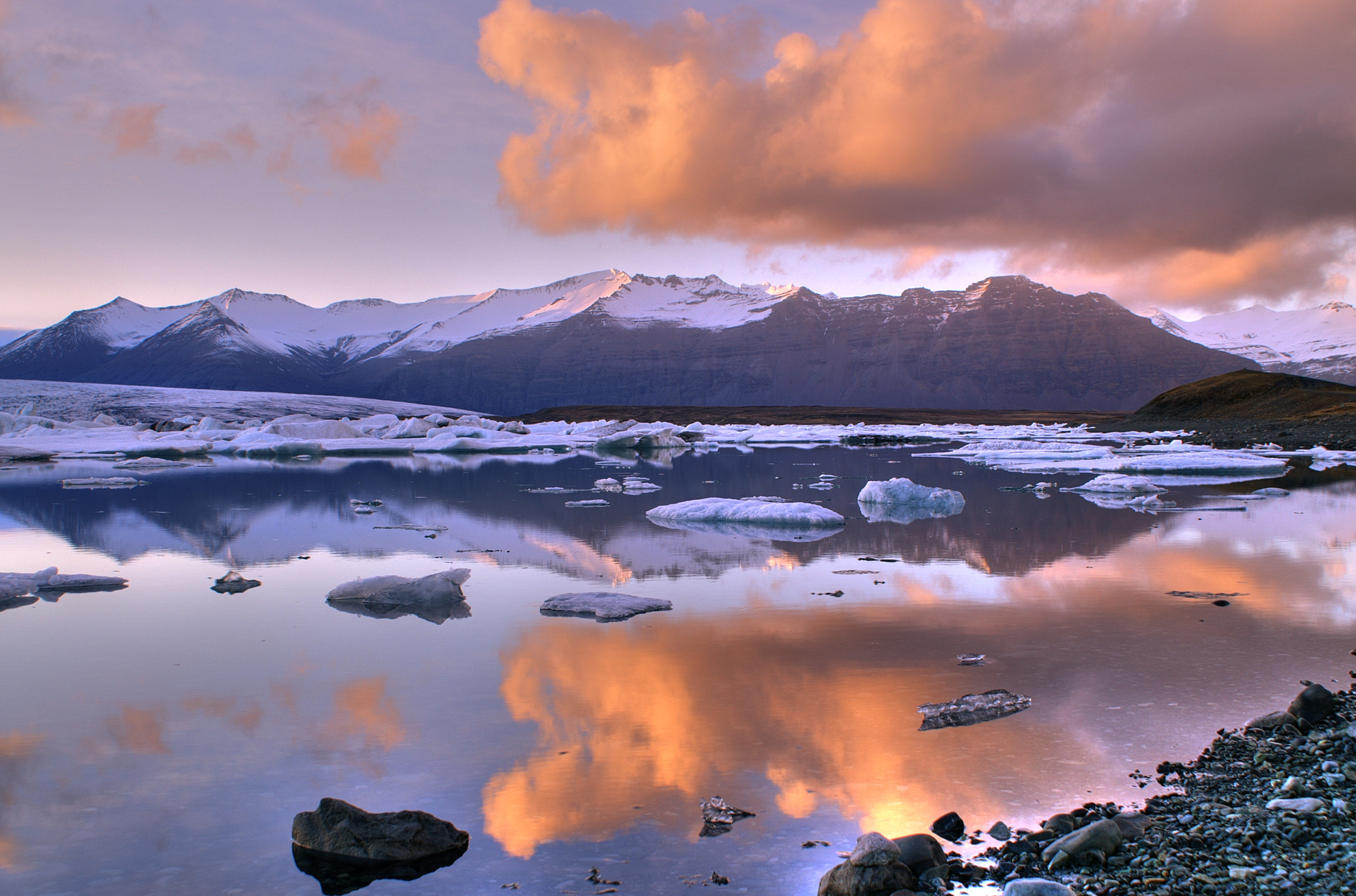
Jökulsárlón 2006.

Jökulsárlón är den största och mest kända av ett antal issjöar på Island. Den ligger söder om glaciären Vatnajökull, mellan Vatnajökulls nationalpark och orten Höfn. Sjön uppenbarade sig först 1934–1935, och växte sedan från 7,9 km² år 1975 till åtminstone 18 km² i dagsläget, på grund av smältvatten från glaciärerna på Island. Den är Islands djupaste sjö.

## Geografi

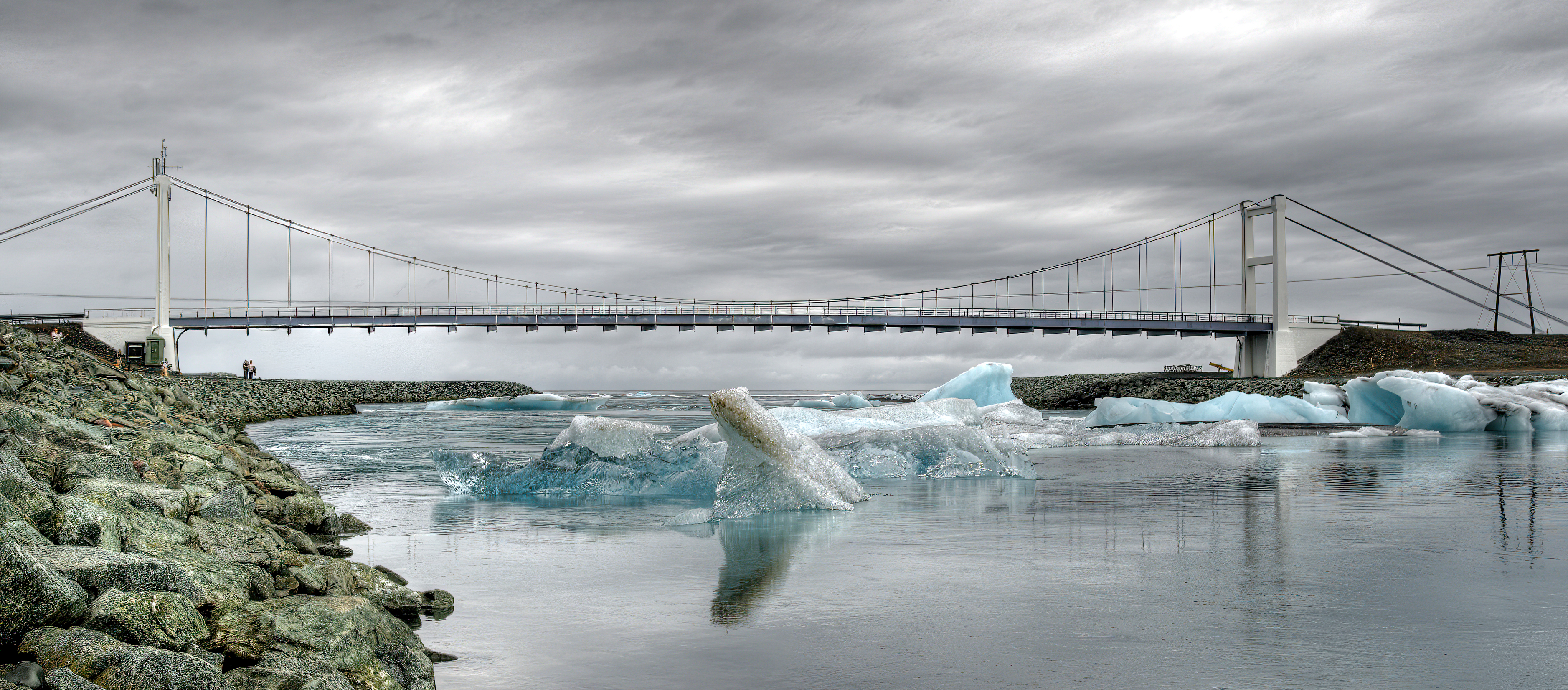
Bro över floden Jökulsá á Breiðamerkursandi

Den korta floden mellan sjön och havet kallas Jökulsá á Breiðamerkursandi, eftersom många andra floder på Island kallas Jökulsá ("glaciärflod"). Den korsas av en bro på Ringvägen (Hringvegur), varav en del går intill sjön. Bron och Jökulsás stränder är förstärkta med vallar mot havets bränningar och den tillhörande erosionen av kusten. Beroende på tidvattnet varierar strömmen i Jökulsá. Det kan också vända, som gör att saltvatten från havet kan rinna in i sjön, vilket förhindrar att det fryser. När strömmen riktas mot havet spolas isberg ut ur sjön i havet och avsätts ibland på den intilliggande svarta basaltstranden, varför den ibland kallas diamantstranden.

## Historia
1975 var sjön cirka 7,9 km² stor, men växte till 18 km² på grund av glaciärens smältning.  Sjön och den omgivande marken tillhörde gården Fell och var därför enskild egendom. Den var till salu och i januari 2017 utnyttjade den isländska staten sin förköpsrätt och köpte naturmonumentet.
Den 25 juni 2017 undertecknade miljöminister Björt Ólafsdóttir dokumentet och gjorde området skyddat. Detta utökade Vatnajökulls nationalpark med 189 km². Området omfattar även en del av Breiðamerkursandur. och Fjallsárlón.